# Маски (комик-труппа)
Комик-труппа «Маски» — одесский коллектив, основанный в 1984 году, работающий в жанрах пантомимы, клоунады и эксцентрики. Художественный руководитель — Георгий Делиев.
Выступают на сцене и снимают юмористический сериал «Маски-Шоу» в стиле немого кино. С 2022 года, в связи с переездом Георгия Делиева во Францию, художественным руководителем театра является Алексей Агопьян.

## Участники

### Действующие
- Борис Барский
- Игорь Малахов
- Александр Постоленко
- Михаил Волошин
- Алексей Агопьян
- Владимир Комаров (1984—1987, 1989—2002, 2024 - н.в.)
- Татьяна Иванова

### Бывшие
- Георгий Делиев (1984—2022)
- Наталья Бузько (1984—2022)
- Юрий Сковороднев (1987—1992)
- Вадим Поплавский (1992—1993)†
- Нерсес Мирзоян
- Дмитрий Богатырёв
- Владимир Цыпин
- Ростислав Шакин (Крацберг)
- Ольга Мезенцева (1984—1988)†
- Юрий Стыцковский (1991—1995)

### Другие телевизионные проекты
- 1996 «Литературные памятники Бориса Барского» — телефильм на основе стихотворений Бориса Барского (10 серий по 13 минут).
- 1998 «Лиризмы Бориса Барского» — собственные стихотворения Бориса Барского в авторском исполнении (102 серии по 60 секунд).
- 2003 «Игра в классики» — 10-серийный проект на основе пьес Бориса Барского.

### Кино
- 1991 «Семь дней с русской красавицей»
- 2007 «Расстрел» (короткометражный)
- 2018 «Одесский подкидыш»
- 2019 «Ошибка полковника Шевцова»

### Театр
Собственные

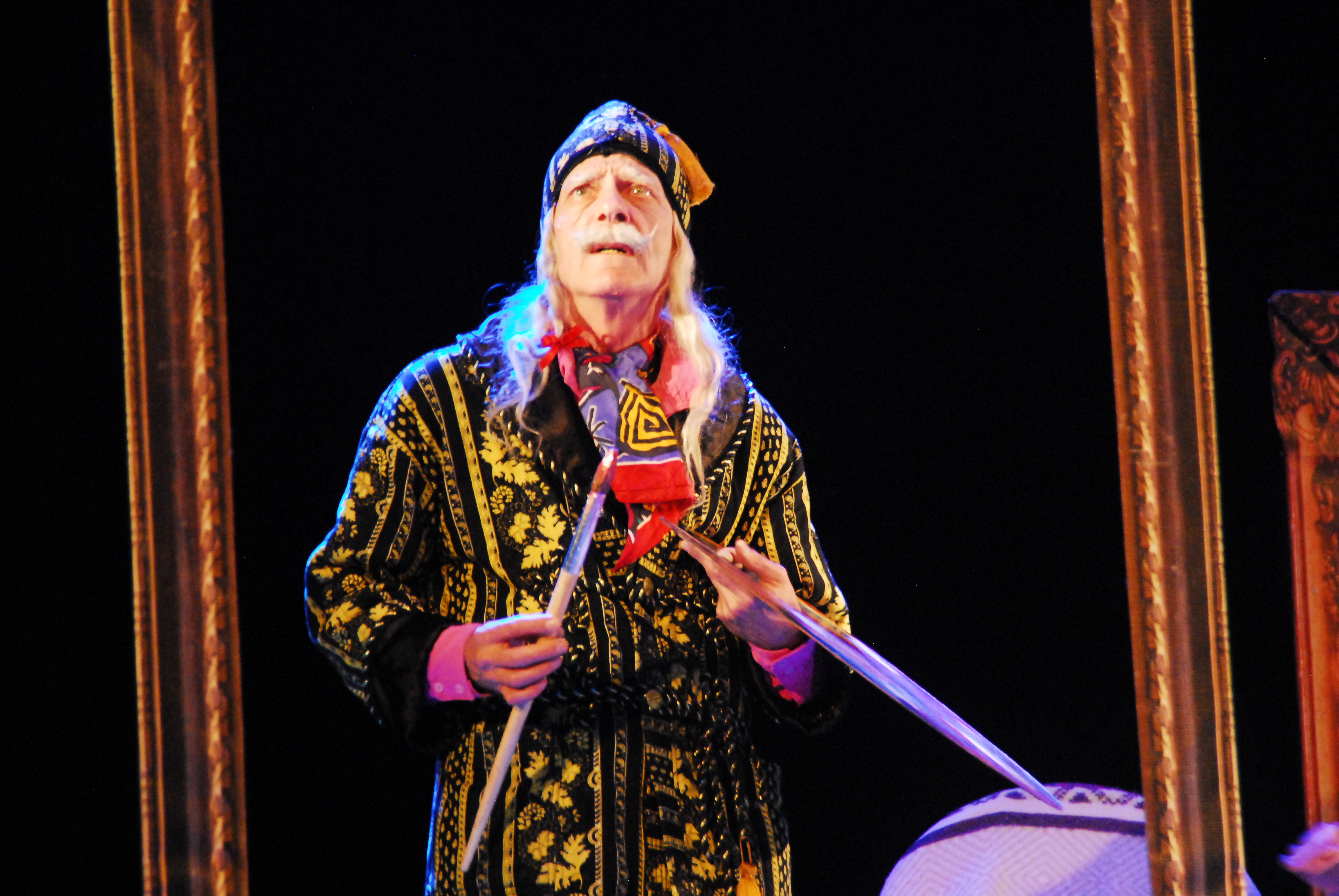
Спектакль Одесский подкидыш

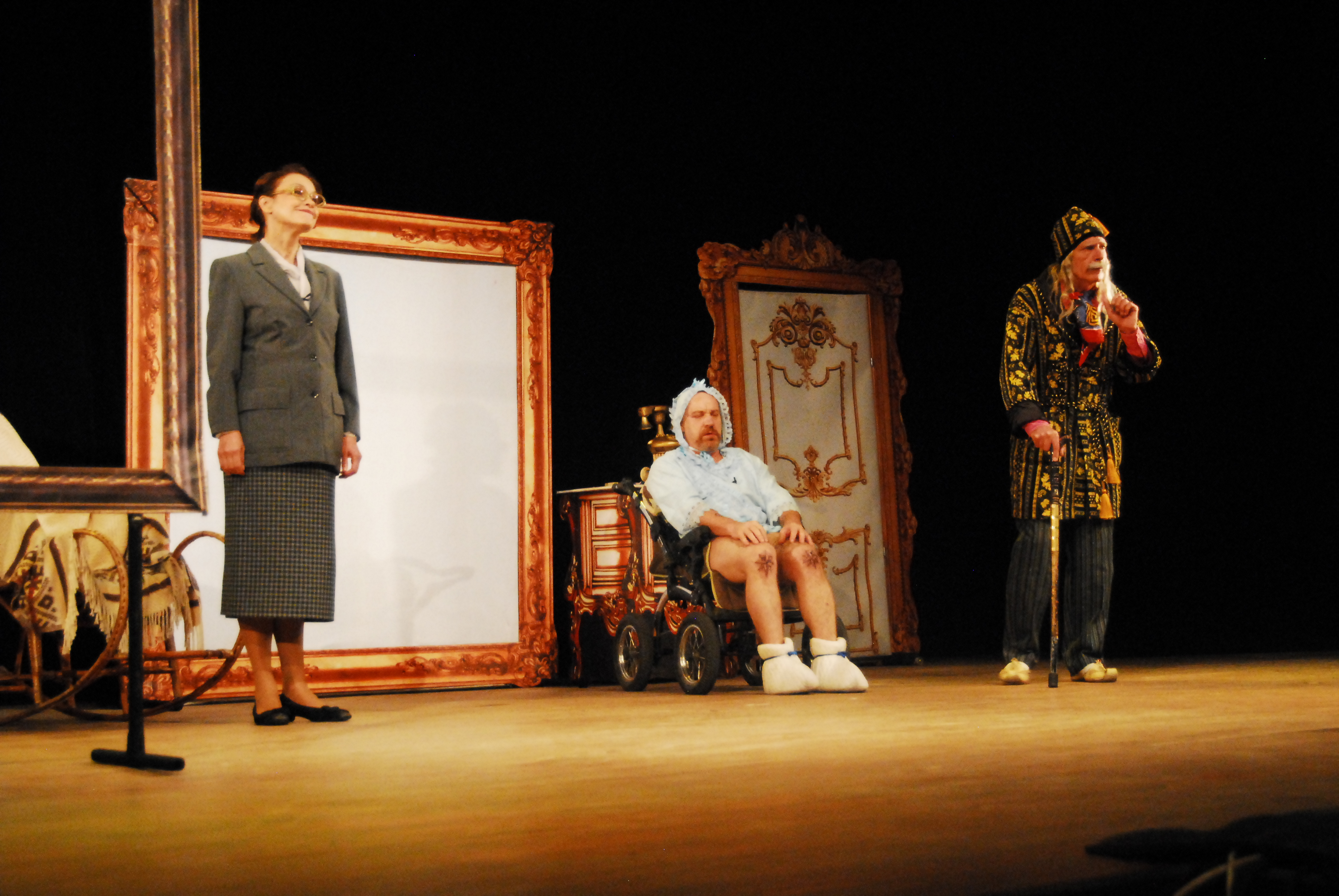

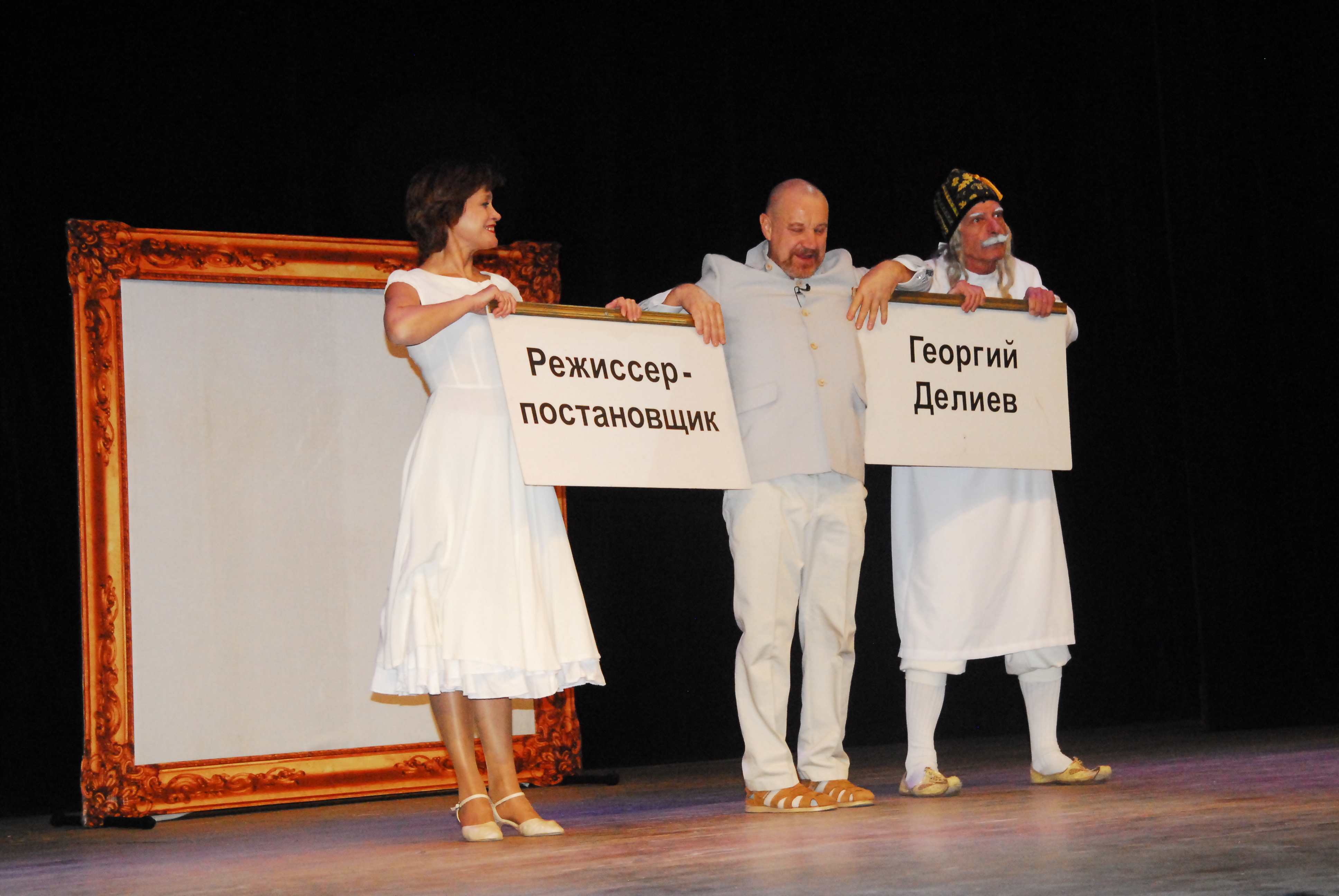
Мелитополь 2017

- «Атака клоунов» (раннее название «Нон-стоп клоун»)
- «Встречи с Борисом Барским»
- «Диннер Шоу»
- «Маски в Кубе»
- «Одесский подкидыш»

Пародии на классику
- «Дон Жуан»
- «Ромео и Джульетта»
- «Отелло»
- «Ночная симфония»
- «Моцарт и Сальери»
- «Орфей и Эвридика»

### Документальные фильмы
- 1996 — «„Маски“. Жизнь и шоу»
- 1997 — «Маски-Информ» (4 серии)
- 1997 — «„Маски-шоу“ продолжается»
- 2004 — «„Маски-шоу“. 15 лет спустя» (7 серий)
- 2009 — «Маски: Между жизнью и сценой» (реж. Сергей Грек)[1]
- 2012 — «Трагедии „Маски-шоу“», выпуск программы «И снова здравствуйте!» 9 декабря 2012 года

### Интернет
- 2017 — Маски Online (проект виртуальной реальности в Steam), 8 серий

## Дом клоунов

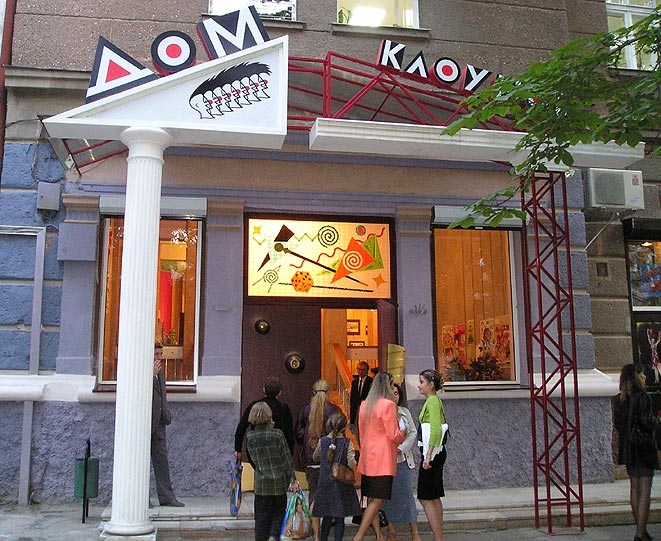
Дом Клоунов

28 марта 2003 года в Одессе в помещении бывшего кинотеатра «Дружба» на ул. Ольгиевской открылся культурный центр, театр «Дом клоунов», на сцене которого выступает комик-труппа «Маски».
В театре были поставлены юмористические спектакли «Отелло», «Ромео и Джульетта», «Атака клоунов», «Дон Жуан», «Орфей и Эвридика», «Моцарт и Сальери», проходят вечера поэзии Бориса Барского, а также фестивали документального, андеграундного кино, различные тематические фестивали кино (по странам, по жанрам), аниме.

### Ресторан «Мана-Мана»
В 2005 году в помещении «Дома клоунов» был открыт ресторан «Мана-Мана», названный первой поставленной сценкой. Весь интерьер сделан участниками комик-труппы.

## Награды
- Диплом Всемирного фестиваля молодёжи и студентов в Москве.
- Лауреаты Всесоюзного конкурса артистов эстрады (1986).
- Премия «Золотой нос» в Габрово.
- Лауреаты артистов цирка в Пхеньяне.
- Лауреаты всемирного конкурса артистов цирка.
- Премия «Золотой Остап» за лучший спектакль года (1993).
- Награда ассоциации каскадёров России за вклад в трюковое кино.
- Украинская национальная телевизионная награда «Золотой Георгий», «ТВтриумф» за «Маски в криминале» и «Маски в казино» (2001—2002).
- Номинация на награду «Золотая Роза» в Швейцарском телевизионном фестивале за «Маски в тюрьме».